# 록퍼드 아이스호그스
| 록퍼드 아이스호그스 | |
| 콘퍼런스            | 서부 콘퍼런스                                                                                          |
| 디비전              | 센트럴 디비전                                                                                          |
| 설립연도            | 1995년                                                                                                 |
| 해체연도            | |
| 역사                | 볼티모어 밴디츠 (1995년~1997년) 신시내티 마이티 덕스 (1997년~2005년) 록퍼드 아이스호그스 (2007년~현재) |
| 경기장              | BMO 해리스 뱅크 센터                                                                                   |
| 연고지              | 일리노이주 록퍼드                                                                                      |
| 상징색              | 빨강, 검정, 하양                                                                                       |
| 구단주              | 록퍼드시                                                                                               |
| 단장                | 마크 버나드                                                                                            |
| 감독                | 테드 덴트                                                                                              |
| NHL 제휴            | 시카고 블랙호크스                                                                                      |
| ECHL 제휴           | 인디 퓨얼                                                                                              |
| 정규시즌 우승       | - |
| 콘퍼런스 우승       | - |
| 디비전 우승         | - |
| 칼더 컵             | - |
| 영구 결번           | - |

록퍼드 아이스호그스(Rockford IceHogs)는 미국 일리노이주 록퍼드를 연고지로 하는 AHL의 서부 콘퍼런스 센트럴 디비전 소속 아이스 하키팀이다.

## 역대 홈경기장
| 록퍼드 아이스호그스  |             |          |                   |                                   |
| 경기장               | 사용기간    | 수용인원 | 장소              | 비고                              |
| BMO 해리스 뱅크 센터 | 2007년~현재 | 5,895명  | 일리노이주 록퍼드 | 록퍼드 메트로센터 (2007년~2011년) |